# SzóTudásTár
A SzóTudásTár a legnagyobb egynyelvű, magyar, interneten elérhető szótári adatbázis. Megalkotója és fejlesztője a Tinta Könyvkiadó. Az adatbázisban a TINTA Könyvkiadó 11 egynyelvű nagyszótárának szócikkanyaga kereshető, összesen több mint negyedmillió lexikai egység. Egyebek mellett a következő témakörökben található információ a magyar szavakról: etimológia, szinonima, ellentét, régi szavak, kiejtési, értelmező, szólás, közmondás, idegen szavak.
A SzóTudásTár 11 nagyobb szótári adatbázisa és az egyes szótári adatbázisok címszavainak a száma
1. Értelmező szótár 15 853
2. Etimológiai szótár 8 900
3. Szinonimaszótár 25 796
4. Ellentétszótár 13 636
5. Régi szavak szótára 19 378
6. Kiejtési szótár 30 922
7. Összetett szavak 56 843
8. Magyarító szótár 12 652
9. Idegen szavak szótára 27 464
10. Szólások, közmondások szótára 14 163
11. Rövidítések szótára 12 074

Az Elektronikus Információszolgáltatás Nemzeti Program (EISZ) rendszerén keresztül a SzóTudásTár adatbázisa hozzáférhető szakkönyvtárakban (pl. Országos Széchényi Könyvtár, Fővárosi Szabó Ervin Könyvtár), az MTA Könyvtár és Információs Központban, valamit különböző közkönyvtárakban és megyei könyvtárakban, illetve egyetemeken (pl. Eötvös Loránd Tudományegyetem, Eszterházy Károly Egyetem).